# 父 (映画)
『父』（ちち）は、1988年4月29日に日本で公開された映画。製作は松竹。木下惠介の最後の監督作品である。
「父」と「母」をテーマにした作文を公募し、それを元に「父」を木下惠介が、「母」を松山善三が映画化し、二本立てで公開された。

## スタッフ
- 監督・脚本：木下惠介
- 原作：牧村裕
- 製作：大谷信義、静間順二、高橋松男
- 撮影：岡崎宏三
- 音楽：木下忠司
- 編集：杉原よ志

## キャスト
- 日暮菊太郎：板東英二（子供の頃：加藤盛大、武田佑介）
- 日暮八重：太地喜和子
- 日暮大次郎：野々村真
- 美枝：斉藤ゆう子
- 明子：森口瑤子
- チャールズ：チャールズ・ボイド
- 日暮寿美：玉井碧
- 菊太郎の叔母：水木涼子
- 菊太郎の叔父：今福将雄
- 光二郎：草野大悟
- 光二郎の義兄：宮尾すすむ
- 音楽教室の先生：曽我廼家文童
- 川名：芦屋小雁
- 日暮マツ：菅井きん